# Giovanni Strazza
Giovanni Strazza (1818–1875) là một nhà điêu khắc người Ý sinh ra tại Milan. Ông học tại Học viện Brera ở Milan và sau đó làm việc tại Rome trong giai đoạn 1840 đến 1858. Ông trở lại Milan và giảng dạy với chức danh Alma mater từ năm 1860 đến 1875 và trao "Ghế điêu khắc" của mình cho Giosuè Argenti.

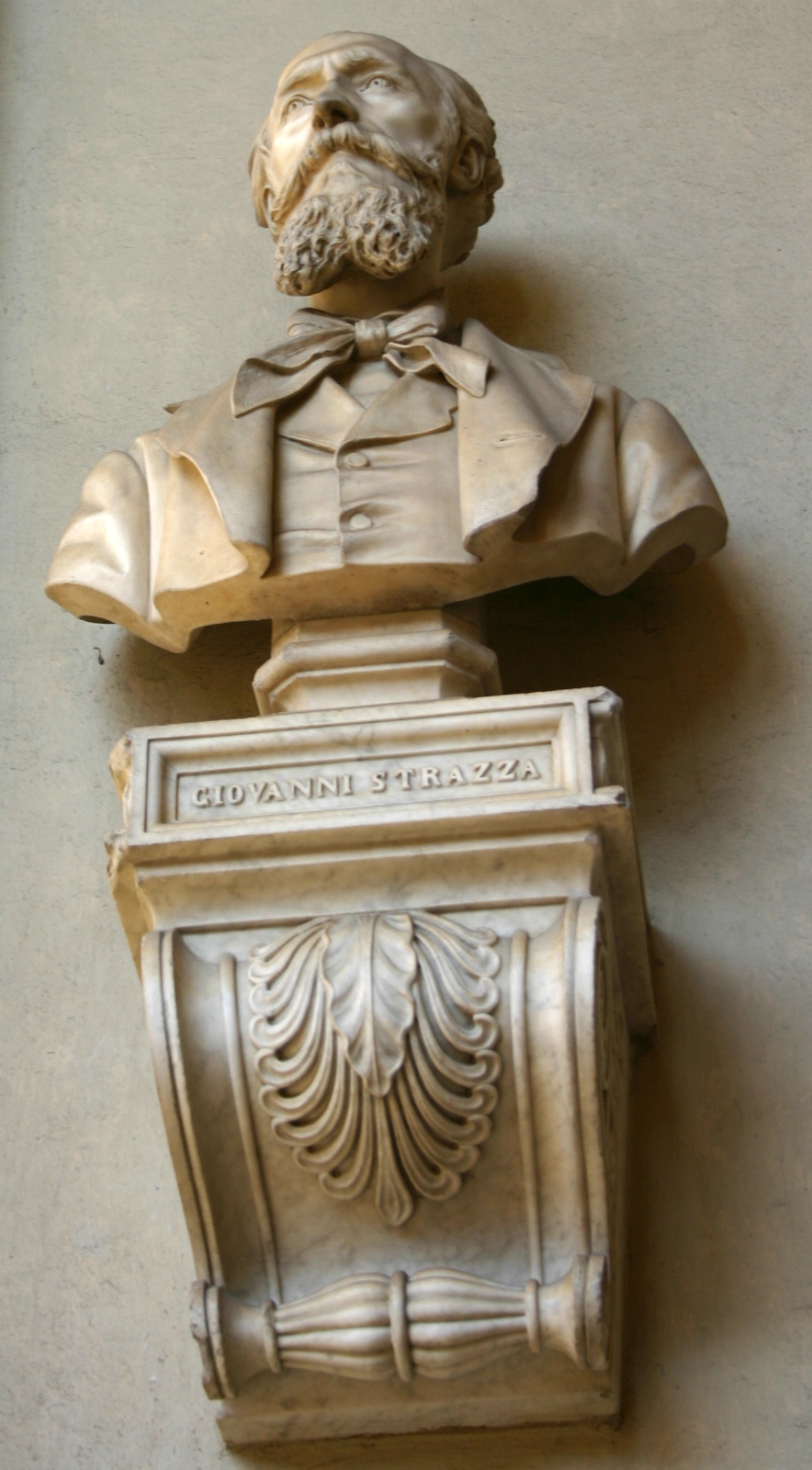
Tượng bán thân của Giovanni Strazza ở Palazzo di Brera, Milan

## Tác phẩm
- Tác phẩm nổi tiếng nhất của Strazza là tượng điêu khắc bán thân Trinh nữ đội khăn voan.
- Một bản sao (2005) của L'Audace Righetto của Strazza đứng trên Đồi Janiculum ở Roma; bản gốc (1851) ở Palazzo Litta ở Milan.Tác phẩm Trinh nữ đội khăn voan của Strazza

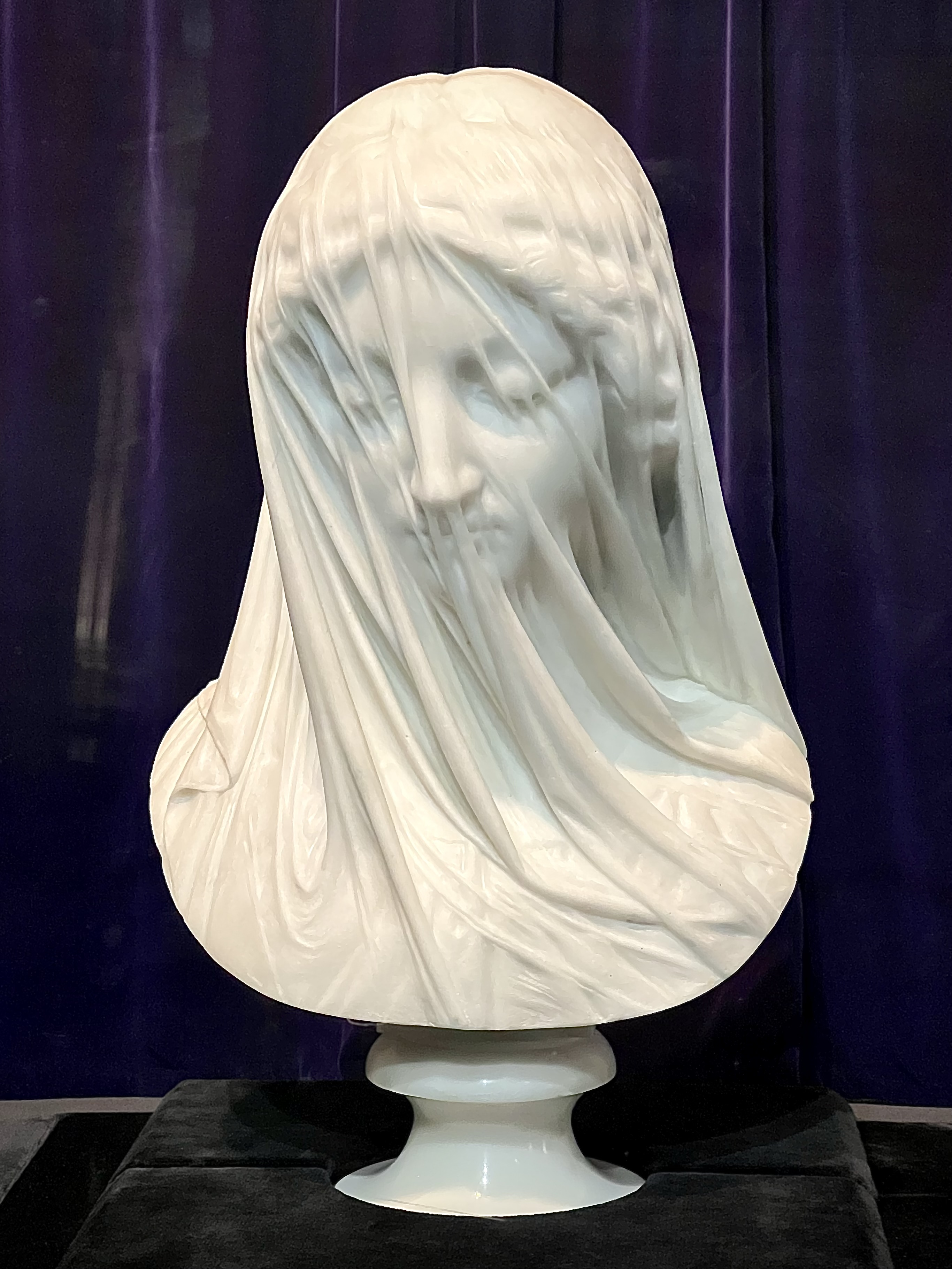
Tác phẩm Trinh nữ đội khăn voan của Strazza